# Simon Njami

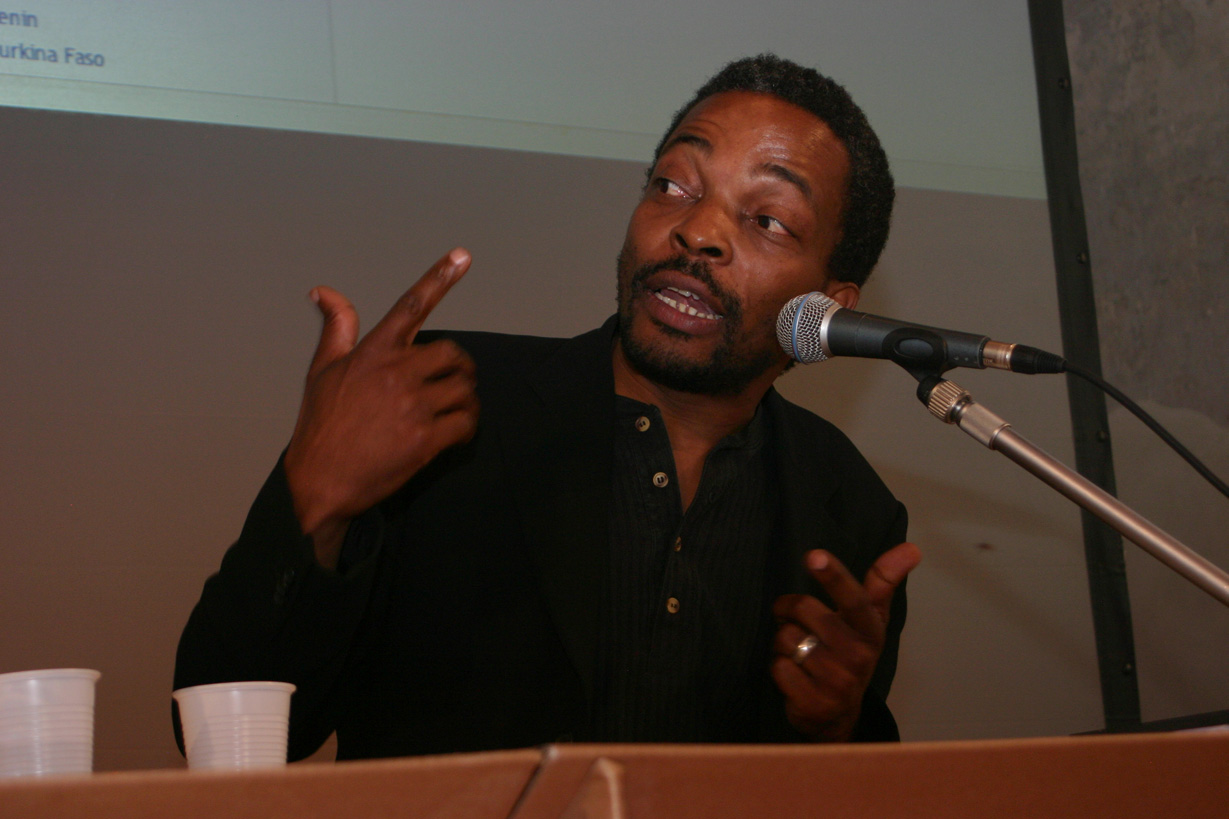
Simon Njami

Simon Njami, född 1962 i Lausanne, är en kamerunsk författare och konstkurator, som i huvudsak bott i Schweiz och Frankrike. Han var bland annat kurator för utställningen Africa Remix, som visades på Moderna Museet i Stockholm 2016-2017. 